# 中書舍人
中书舍人，中国古代职官名，为辅佐皇帝的高级秘书官，掌诏令、侍从、敕旨、审阅上奏表章等事。舍人之名，首见于《周礼·地官》中的“舍人掌平宫中之政，分其财守，以法掌其出入”，本为王室宫廷总管，掌管王宫事务与王族财政，沿至后世，则为国君或太子的亲近属官，地位相当于现代的秘书长或幕僚长。南朝以舍人四人分判四省，时人谓之四户，权倾天下。隋朝专掌制诏。唐宋为行政中枢秘书长，掌诏旨诰令，兼管中书省事务。唐朝多以帝王心腹任用，入禁中内，执掌机密，职权尤重，多至宰相。宋初为寄禄官，实不任职，元丰改制后，复掌其事。至明清其职掌则为内阁取代，遂沦为闲职。

## 歷史沿革
“舍人”之名始見於《周禮·地官》，本是君王或貴族的亲近属官。《漢書·高帝紀》顏師古注：“舍人，親近左右之通稱也。”魏晋时于中书省内置“中書通事舍人”，至南朝梁去“通事”之名，改稱中書舍人。南朝皇帝多重用中書舍人以架空日益腐化的士族，當時中書舍人的地位僅次於侍郎，掌呈進章奏、撰作詔誥、委任出使之事，乃至於南朝的中書舍人的權勢可以達到專權的地步。梁武帝晚年耽於佛教、荒於時政，以致有中書舍人朱异專權的情事。陳後主晚年荒於朝政，以致中書舍人施文慶、沈客卿等人專權。隋炀帝时曾改称内书舍人，武则天稱帝时中书省改稱为凤阁，中书舍人即凤阁舍人。西台舍人，唐時置六人，擇其中資歷深者一人為“承旨”。宋初亦设此官，但無實權，另置知制诰及直舍人院起草诏令。明清内阁亦設有中书舍人，其职仅为缮写文书，職權大不如前朝。《新唐书·百官志二》：“中书舍人六人，正五品上。掌侍进奏，参议表章。凡诏旨制敕、玺书册命，皆起草进画。”
中书舍人之名，始于三国魏晋，西晋于中书省置中书通事舍人四人，掌制诰、诏令、宣旨、受理文书章奏。东晋省“通事”二字，多任用名流。南朝宋复名中书通事舍人。南齐因之。梁、陈除“通事”二字，直名“中书舍人”。南朝多以帝王亲信为之，“入直阁内，出宣诏命，凡有陈奏，皆舍人持入，参决于中”，于转呈百官章奏之本职外，渐夺中书令、侍郎草拟诏诰之任，权力渐渐加重，甚至专断朝政。南齐至陈，自成舍人省，以中书舍人为长官，名义上隶属中书省，实际上直接受命于皇帝，专掌草拟、发布诏令，受理文书章奏，即所谓“天下文簿板籍，入副其省(舍人省)”；监督指导尚书省及诸中央、地方政府机构施行政务；受诏劳问、出使慰抚、持节察授、审理冤案上诉等职，亦皆属之，权倾天下，把持政务中枢。《南史》云：“时中书舍人四人各住一省，世谓之四户，既总重权，势倾天下。”《齐书》云：“明帝践阼，引傅昭为中书舍人，时居此职者，皆权倾天下。”
隋朝随省改名内史舍人、内书舍人。唐朝复名中书舍人，乃中书省核心要职，为天子近侍之臣，位在枢近，直接受命于皇帝，与中书省长官有上下级之名，无领导与被领导之实，以有文学资望者担任，职责为起草帝王诏令、执掌朝廷制命、参预朝政机密、代表皇帝受理和批复百官奏表等，“凡百司奏议，文武考课，皆预裁焉”。唐朝皇帝多重用亲信的中书舍人架空三省长官的权力，以至于唐朝中书舍人的权势可以达到专权的地步，其品秩虽不高，却是显贵的官职，上朝时班位在四品官员之上。唐开元年间，曾取帝星紫微垣之意，改中书舍人为紫微舍人，以其枢近地位对照天之紫微，故中书舍人在唐朝亦名紫微舍人或紫薇舍人，职权从起草诏令、侍奉进奏发展为参预机密、参议表章，获得裁决政务的权力，在中枢政局中的作用愈加重要，是诏旨制命的实际决策者，凡册立太子、任免将相、宣布大赦、号令征伐等有关军国大事的重大诏令皆起草进画，并参与复审刑案、考课官吏、主持科举等事，往往成为事实上的宰相，有“阁老”之名。唐朝的中书舍人是天下文官士子无不企慕的显要之职，被《通典》誉为“文士之极任，朝廷之盛选，诸官莫比焉”，只有最具文采及学识的人才能担任，能够担任中书舍人的，都是当时政治地位最高的士人群体。
宋朝为中书省实际长官和中书后省主官，与门下省长官共同领导中书门下后省，负责朝廷机要决策，同时担任皇帝的机要秘书和最高幕僚，掌行天子命令为制词，并拥有“封驳权”，如对天子命令有异议，可封还词头，驳回诏令。宋朝神宗元丰年间，改中书外省为中书后省，以中书舍人为最高长官，掌奉行皇帝旨意，草拟制词，如有异议，可驳回词头，“事有失当及除授非其人，则论奏封还”。宋朝中书省长官中书令位居一品，实际上有名无职，副长官中书侍郎为专职宰相，又以中书舍人一人“总判省事”，真正掌管中书省职权。明初仍以中书省统辖六部，长官称左右丞相。明朝洪武十三年，明太祖朱元璋诛杀丞相胡惟庸，乘机废除宰相机构中书省，此后不再设立宰相，由皇帝直接统辖六部，另置内阁，以大学士六人取代中书舍人的职权，虽留置中书舍人，然权责地位已与先朝大异，原本属于中书舍人的起草诏令及参议表章之权归于内阁大学士，明朝的中书舍人与唐宋相比，则有天渊之别。清朝改称内阁中书，以新科进士为之。